# Біостійкість
Біості́йкість — властивість матеріалів та виробів (деревини, металів, та ін.) протистояти ураженню біологічними чинниками — бактеріями, грибками, комахами, свердлячими молюсками тощо. Біостійкість матеріалів, виробів, конструкцій і т. ін. можна значно підвищити обробкою спеціальними хімічними речовинами, отруйними для організмів, або захисними покриттями.